# Francesco Salviati

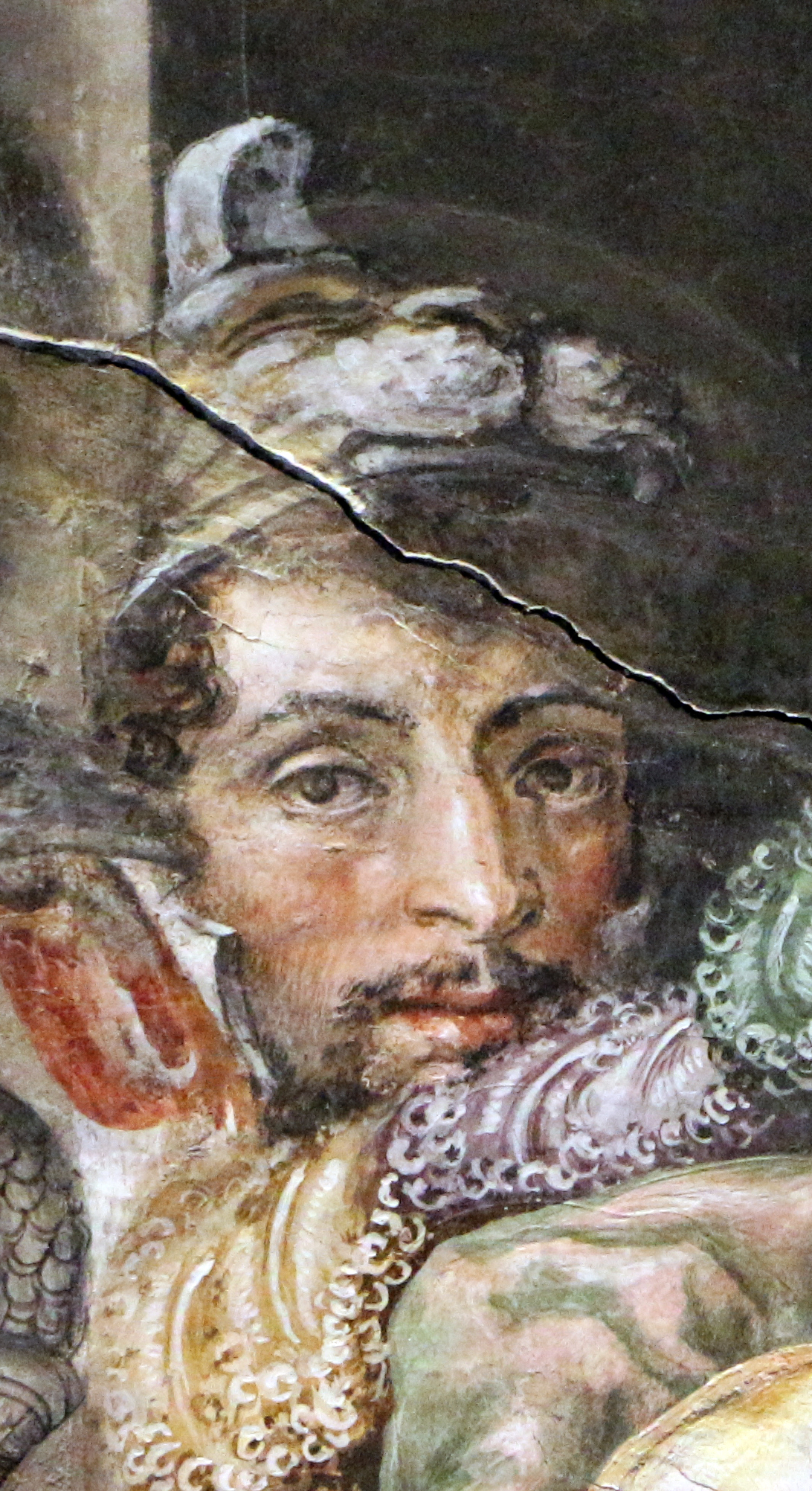
Selbstbildnis Salviatis in den Geschichten des Furius Camillus, 1543–45, Sala dell’Udienza, Palazzo Vecchio, Florenz

Francesco Salviati, auch genannt Il Salviati, Francesco de' Rossi oder Cecchino del Salviati (* 1510 in Florenz; † 11. November 1563 in Rom) war ein italienischer Maler und Zeichner des Manierismus, der vor allem in Rom, Florenz, Bologna und Venedig tätig war.
Mit Salviati kam die in Rom mit Michelangelo, Raffael und Giulio Romano entstandene Malweise des Manierismus in die Kunstzentren Oberitaliens. Neben seiner Tätigkeit als Freskenmaler war er ein gesuchter und produktiver Porträtist. Zahlreiche seiner Zeichnungen und Figurenstudien sowie Entwürfe für die Florentiner Teppichmanufaktur sind erhalten.

## Leben
Salviati wurde als Sohn eines Samtwebers in Florenz geboren. Seine Ausbildung als Maler erhielt er bei Giuliano Bugiardini (1475–1577), Baccio Bandinelli, Raffaele Brescianino und zusammen mit Giorgio Vasari bei Andrea del Sarto, in dessen Werkstatt er zwischen 1529 und 1530 seine Lehrzeit vollendete. 1531 reiste er wie viele der Künstler, die nach dem Sacco di Roma die Stadt verlassen hatten, nach Rom, wo die Päpste und Adelsfamilien ihre Mäzenatentätigkeit wieder aufgenommen hatten. Dort traf er wieder auf Giorgio Vasari, mit dem ihn eine lebenslange Freundschaft verband.

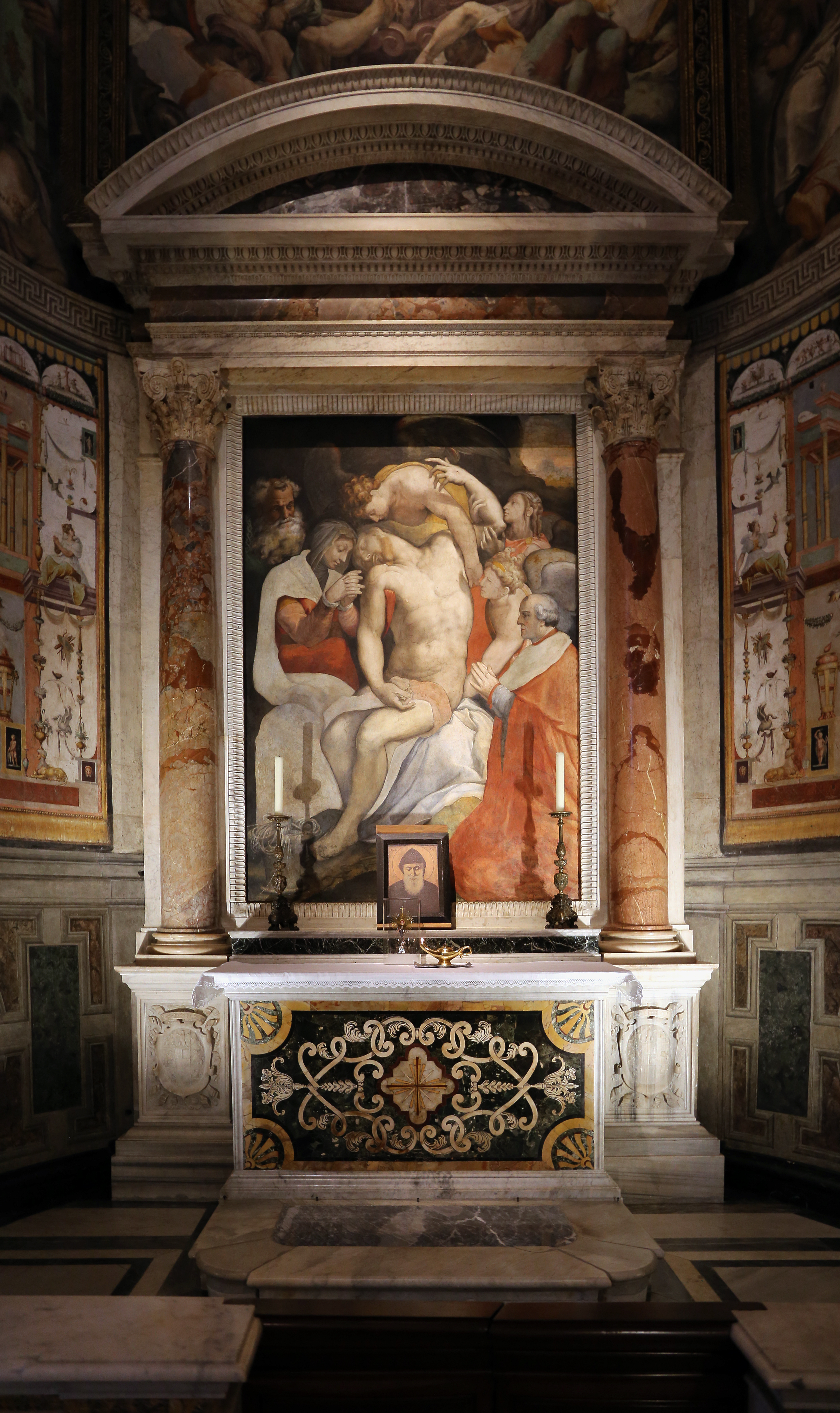
Salviatis Grablegung in Santa Maria dell’Anima, Rom (1530–50)

In Rom hatte er Gelegenheit, die innovativen Werke von Michelangelo, Raffael und Giulio Romano zu studieren, die Salviatis künftige Malweise prägen sollten. Seinen ersten Auftrag in Rom erhielt er von dem Florentiner Kardinal Giovanni Salvati. Der Kardinal, ein Onkel Cosimo I. de’ Medicis, nahm ihn in seinen Hofstaat auf und beauftragte ihn mit Freskierungen im Palazzo Salviati. Ab jetzt führte er den Namen seines Mäzens, Salviati.
Salviati reiste in der Folge zur Ausstattung von Schlössern und Palästen, Kirchen und Klöstern in oberitalienische Städte, wie Venedig, Bologna, seine Heimatstadt Florenz, einmal nach Frankreich auf das Schloss Dampierre des Fürsten Karl von Lothringen (1555/57), kehrte aber immer wieder für mehr oder weniger ausgedehnte Aufenthalte nach Rom zurück.
Neben den Fresken in Palästen und Kirchen malte er Altar- und Madonnenbilder. Gelegentlich wurden Freskoarbeiten in Kooperation mit anderen Malern durchgeführt, wie mit Jacopino del Conte und Daniele da Volterra und vor allem mit Vasari, dessen Werkstatt er zeitweise angehörte.
Fresken von Salviati befinden sich in Rom im Vatikan, im Palazzo Farnese, in der Kirche Santa Maria dell’Anima, in der Chigi-Kapelle in Santa Maria del Popolo, im Oratorium von San Giovanni Decollato, dem Palazzo Sacchetti, in der Sala Paolina der Engelsburg und im Palazzo Della Rovere, in Florenz in den Räumen der Eleonora von Toledo und im Saal der Udienza im Palazzo Vecchio und in Venedig im Palazzo Grimani und der Biblioteca Nazionale Marciana.

## Bildergalerie

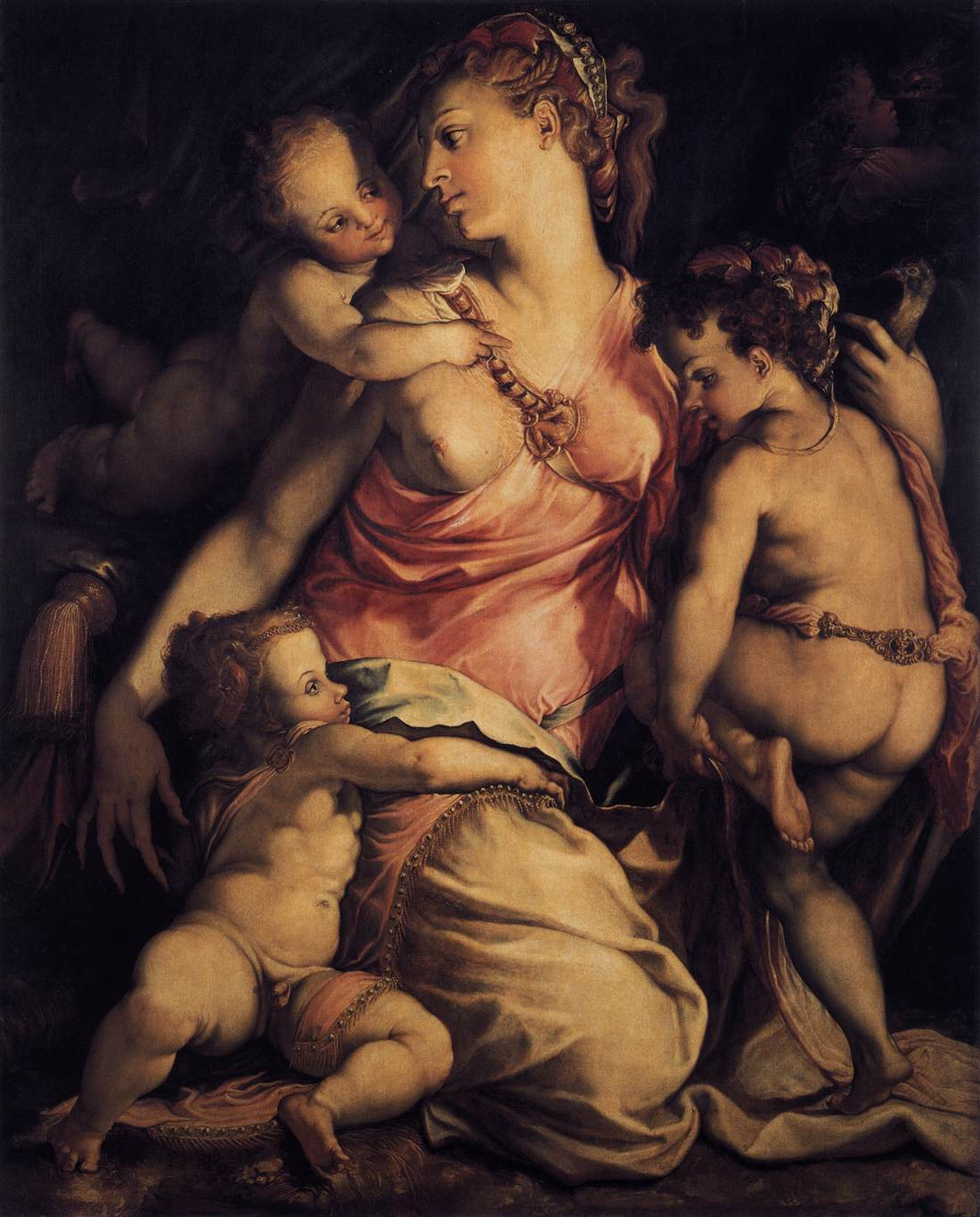
Caritas, 1544–48, Uffizien, Florenz
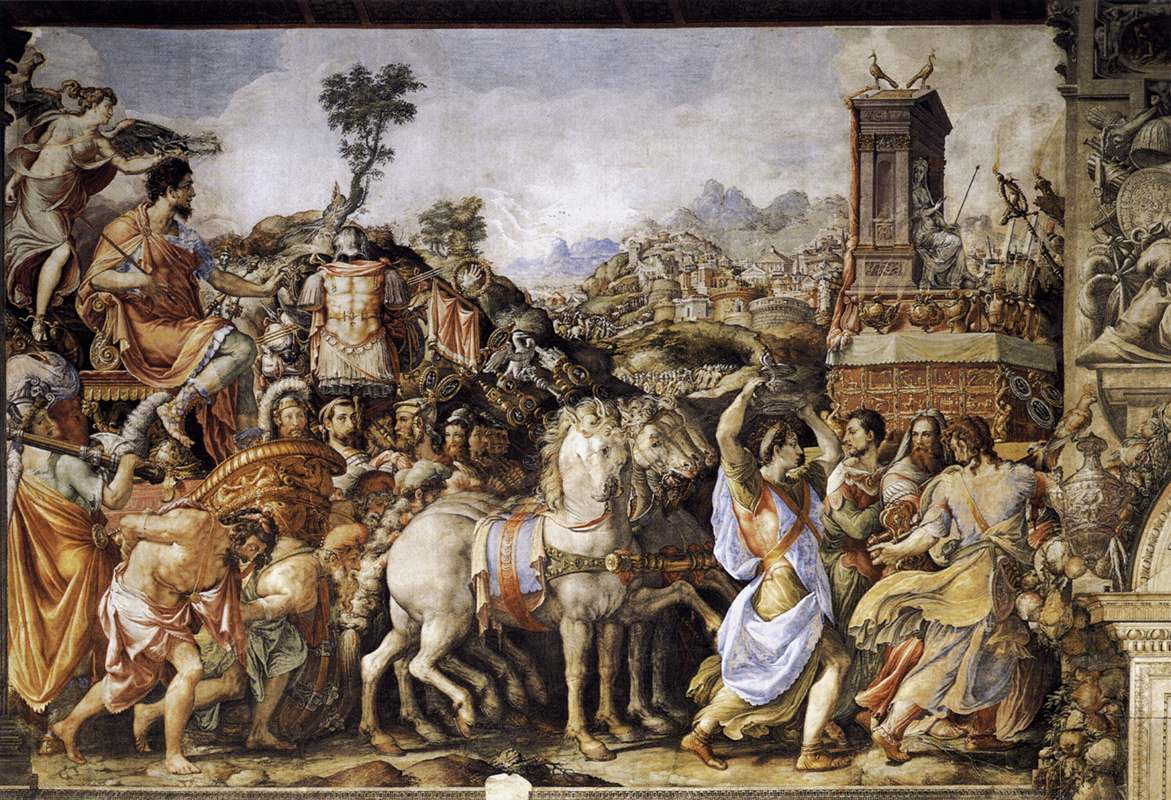
Triumphzug des Furius Camillus, 1543–45, Palazzo Vecchio, Florenz
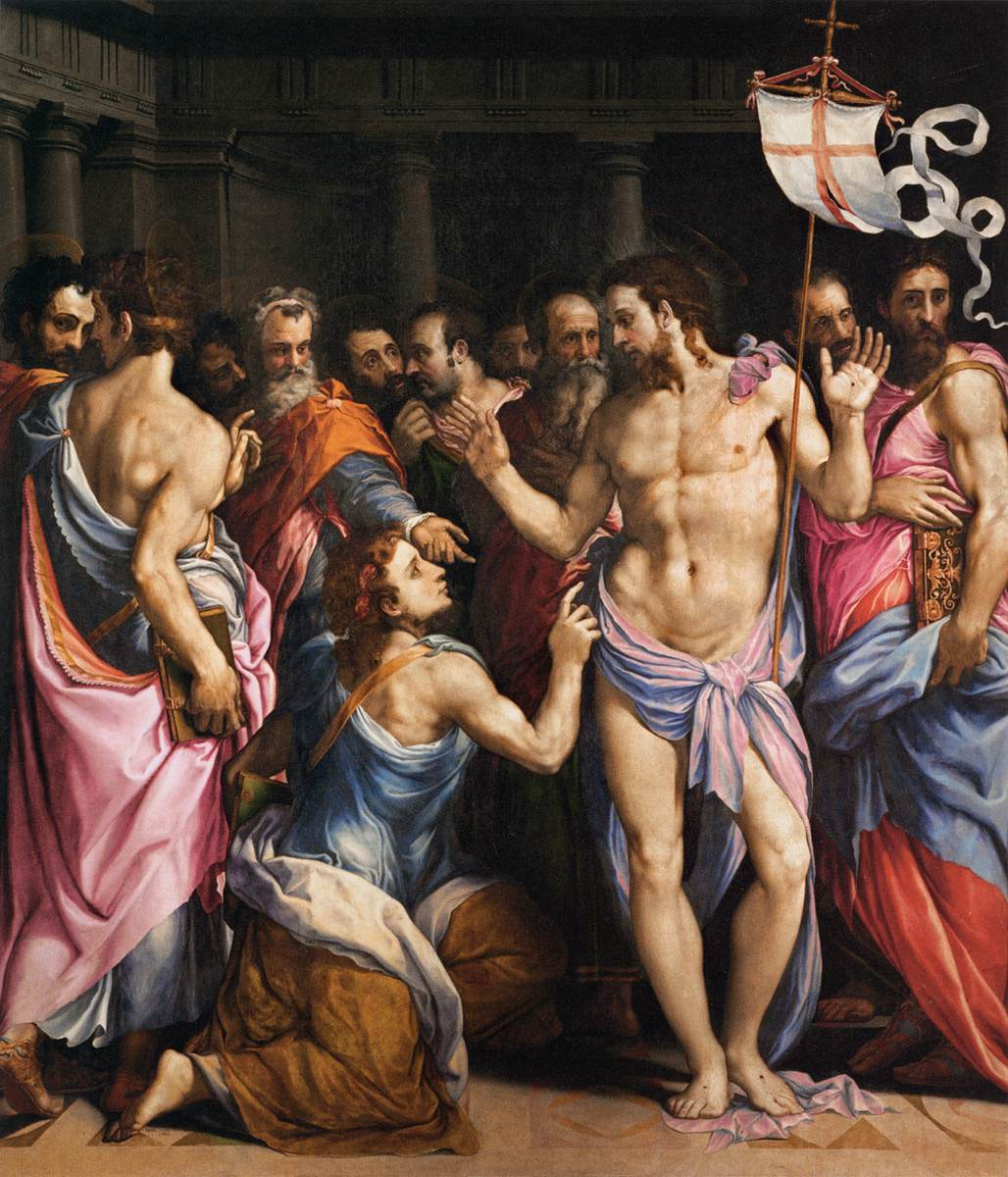
Der ungläubige Thomas, 1543–47, Musée du Louvre, Paris
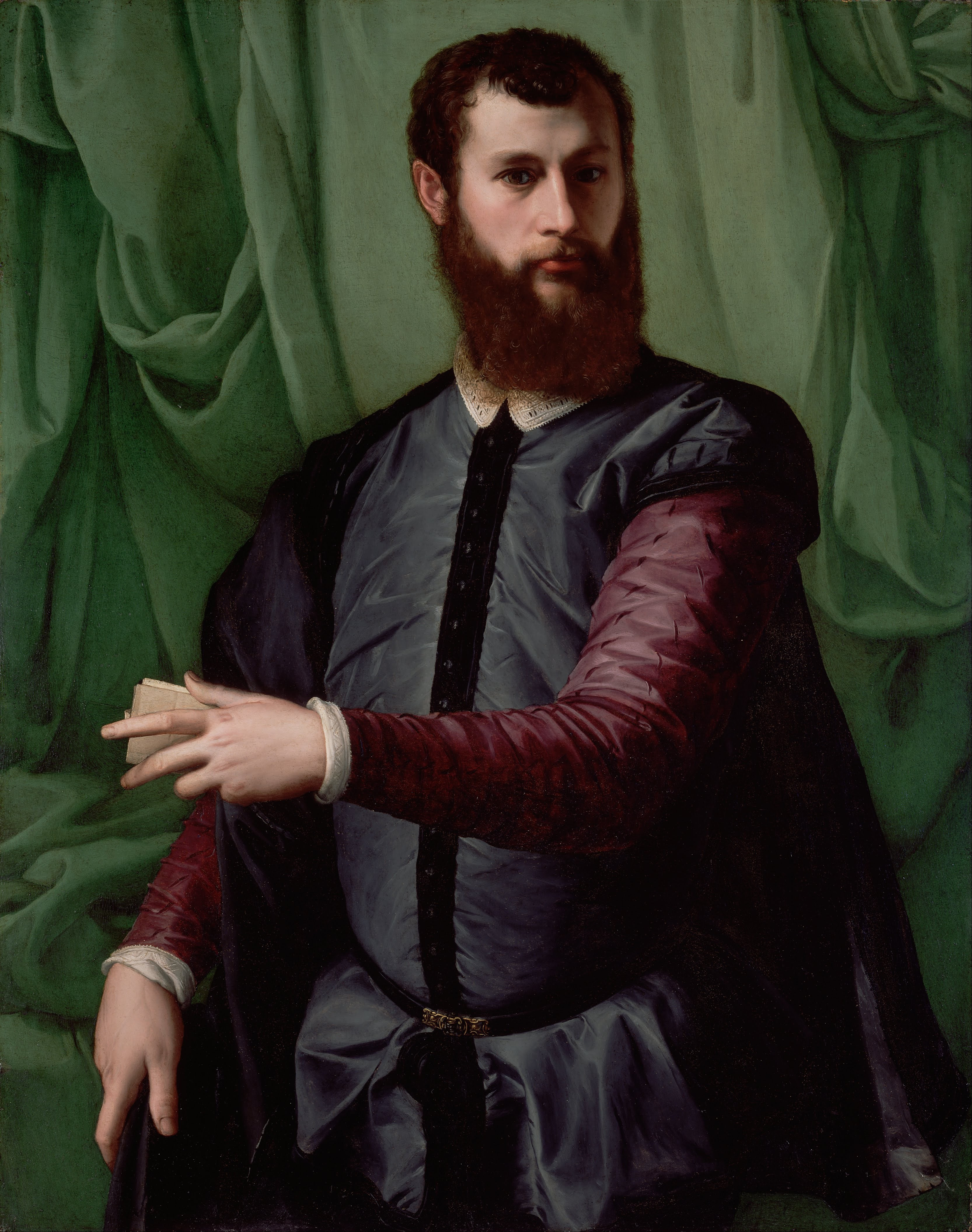
Männliches Porträt, Getty Museum
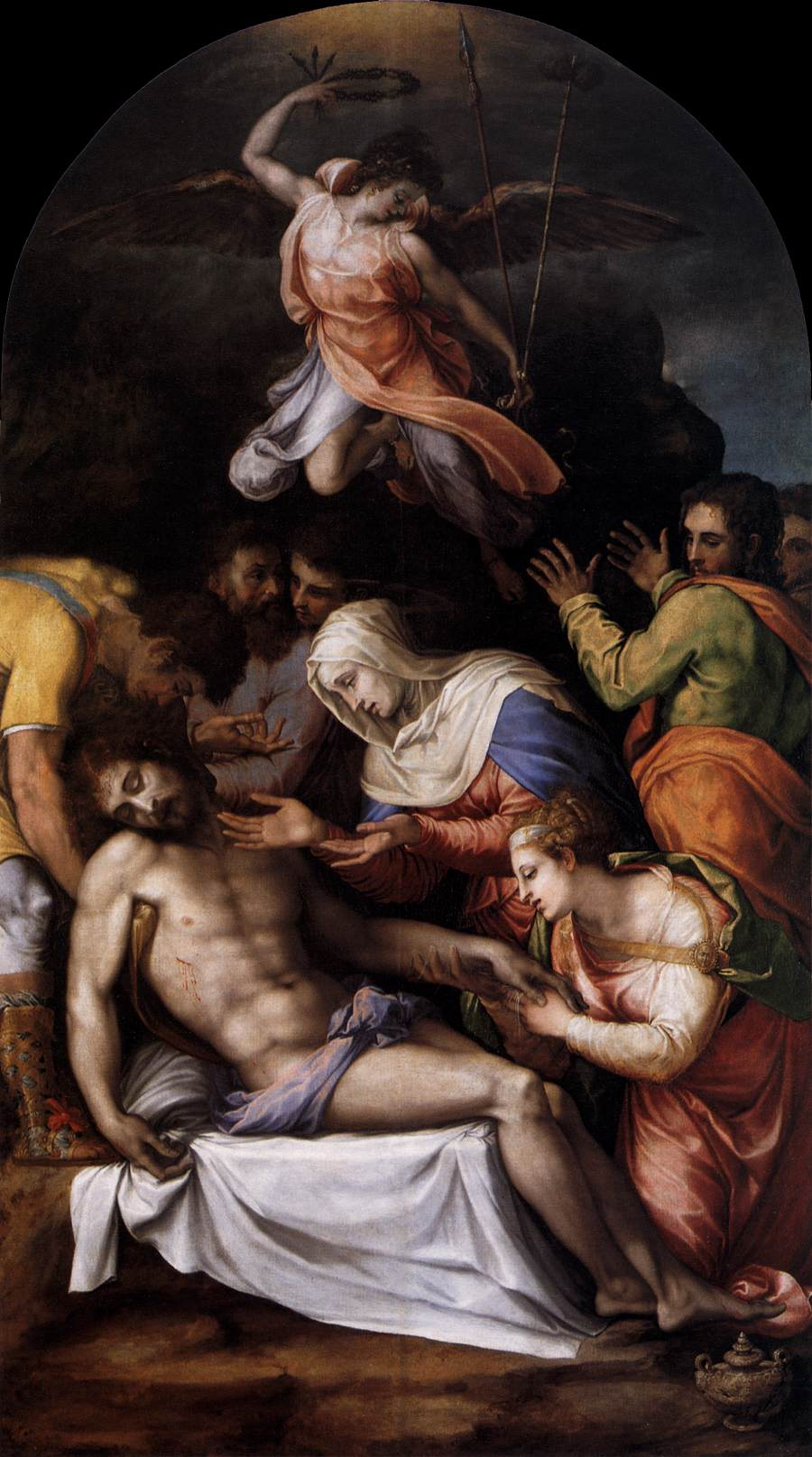
Beweinung Christi, Pinacoteca di Brera, Mailand
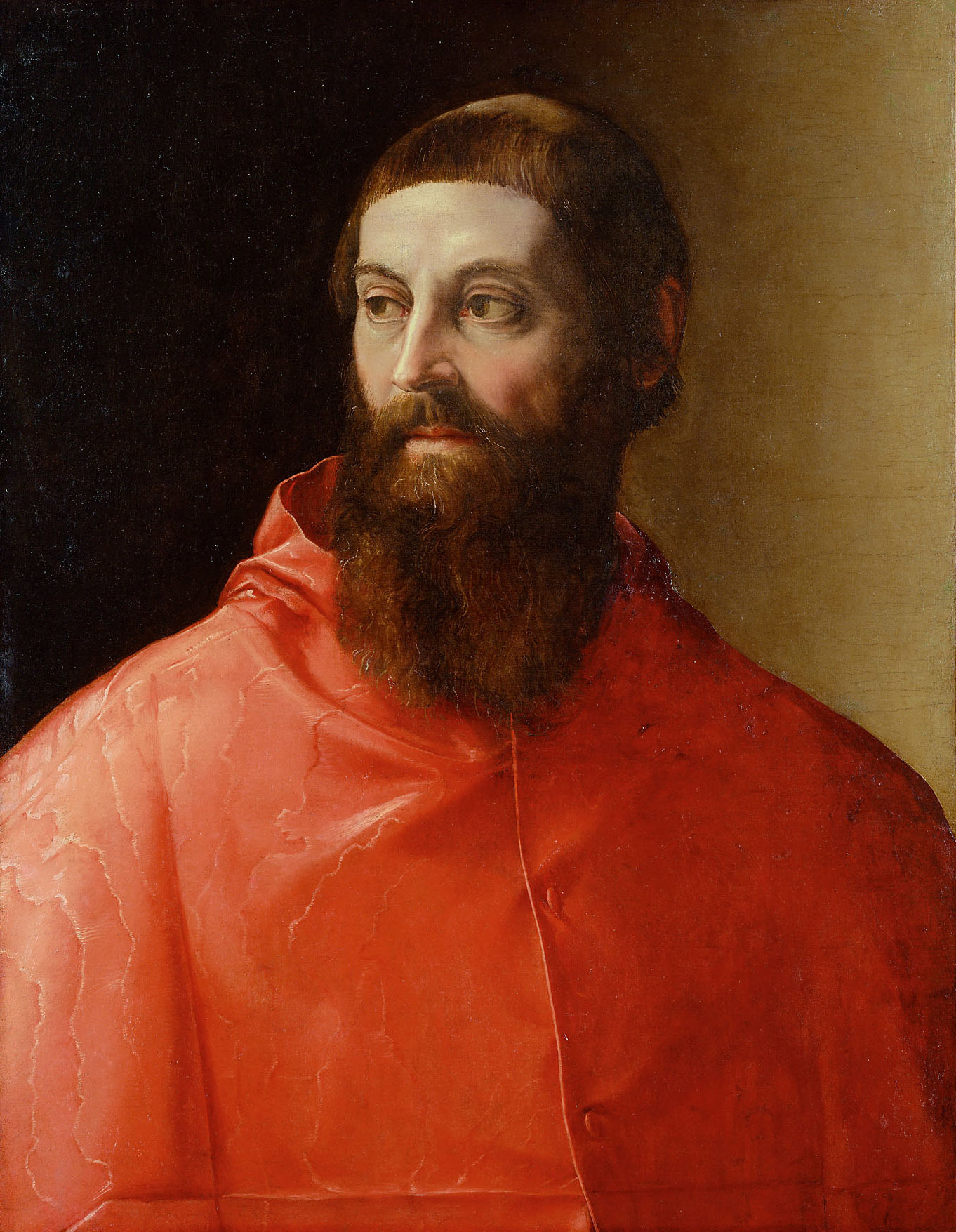
Kardinal Rodolfo Pio, um 1540–1550, Kunsthistorisches Museum, Wien
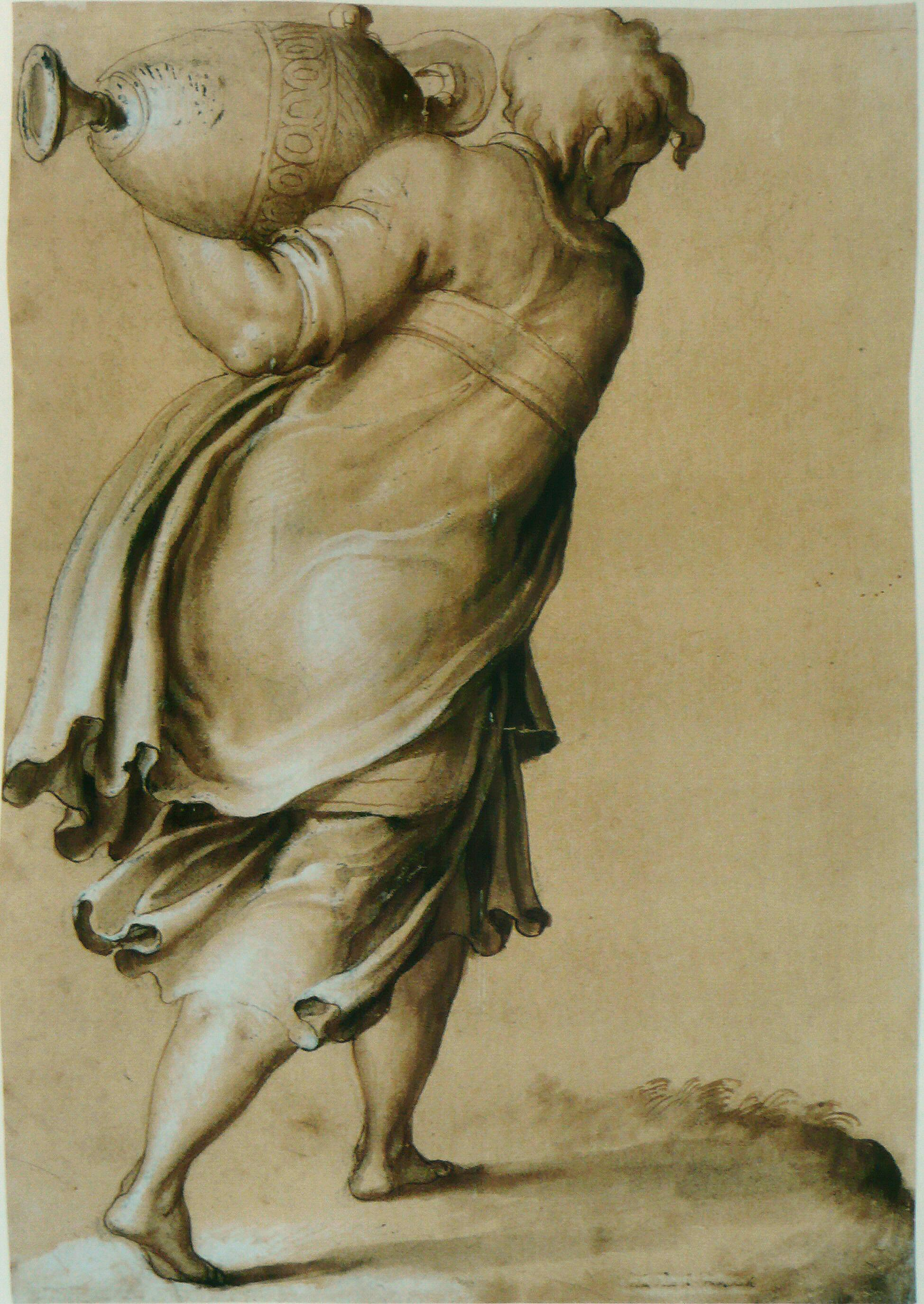
Rückenfigur, Federzeichnung, Musée des Beaux Arts, Marseille